# Verkeerskunde (tijdschrift)
Verkeerskunde is een tijdschrift voor verkeerskundig Nederland. Het blad verschijnt vijfmaal per jaar en wordt sinds 2014 uitgegeven door Acquire Publishing te Zwolle. Het is in 1975 ontstaan uit het blad Verkeerstechniek dat in 1949 werd opgericht door de ANWB.
Het populairwetenschappelijk blad bevat opinies, nieuws en artikelen op het gebied van verkeer en vervoer.